# Селамлук у Врању
Селамлук у Врању један је од два објекта у комплексу Пашиног конака, настао у другој половини 18. века (највероватније 1765. године). Некада коначиште за мушке чланове пашине породице, данас је Селaмлук, у који је смештен музеј, споменик културе од великог значаја, за град Врање и један од ретких преосталих објеката балканске варијације оријенталног типа архитектуре у јужној Србији и шире.
Иако је споменик претрпео одређен степен девастације, за шта кривицу сносе и резултати критичке анализе ранијих интервенција на њему, скоро сви фасадни елементи, као и декоративни елементи у ентеријеру су сачувани у аутентичној геометрији, што представља добар извор информација значајних за разумевање архитектонских карактеристика епохе којој овај објекат припада.

## Положај и намена
Селамлук се налази у центраном делу Врања у улици Пионирска 1.
Од 1960. године, у згради Селамлука основан је Музеј у Врању, прво са тематиком Народноослободилачке борбе, а данас је то музеј комплексног типа који садржи археолошку и нумизматичку, етнолошку, историјску и збирку савременог сликарства.

## Заштита
Селaмлук као и харемлук бившег Пашиног конака у Врању су решењем некадашњег Завода за заштиту и научно проучавање споменика културе Народне Републике Србије, стављене под заштиту државе, почетком фебруара 1949. године. Објекти су утврђени за споменике културе од великог значаја од априла 1979. године.
Пашини конаци, Селамлук и Харемлук у Врању, типични су представници балканске архитектуре оријенталног типа из 18. века. Без обзира на то што су зграде због дрвеног конструктивног склопа временом постале врло оронуле и склоне пропадању, оне су у специфичности своје намене и грађевинских техника доказ животног стандарда друштвене класе и друштвених односа ере којој припадају.
Бригу о Селaмлуку, у коме управна институције и мала површина под приручним депоима и изложбених простор, води Народни музеј у Врању и Завод за заштиту споменика културе Ниш.

## Историја грађевине
Селамлук је заједно са Харемлуком део комплекса Пашиних конака, који је саградио, према предању и секундарним изворима, богати Рауф Бег Џиноли у другој половини 18. века (највероватније 1765. године).
Први пут је на Плану вароши Врање са регулационим правцима из 1881. године, уцртана парцела, на којој се налази пространо двориште са обе зграде које припадају архитектонској целини - Харемлуком и Селамлуком. На плану су задржани правци главних саобраћајница из правца југа према северу, односно истока према западу и приказано будуће формирање градског центра за потребе трга баш тамо где се саобраћајнице међусобно секу, у непосредној близини Пашиних конака.
По ослобођењу Србије од Османског царства, 1881. године, Абдуљ ханума, ћерка последњег врањског паше Хусеин паше, продала је кућу владики Пајсији, да би он потом Селамлук поклонио врањској општини.
Општина је у комплексу сместила образовне установе:
- Једну од првих гимназија у Србији у којој су предавали, између осталих и Радоје Домановић и Љубомир Давидовић, а учио Јустин Поповић.
- Основну школу Вук Караџић (почетком 20. века), смештену у приземљу зграде Селамлука,
- Учитељску школу, смештену на спрату Селамлука.

Од исељавања школских установа 1932. до тренутка смештања Народног музеја са депоима у Селамлук 1964. године, комплекс је коришћен за потребе управних општинских зграда.
Крајем 1993. године зграда Харемлука уступљена је предузећу Симпо и у потпуности реконструисана, за потребе овог предузећа.

## Архитектура
Зграда Селамлука, је спратни објекат компактне основе, без подрума и искоришћеног таванског простора. У архитектонском смислу објекат је типичан пример варијантног решења профане оријенталне архитектуре на Балкану, изграђен у посебном конструктивном склопу, „насипу“ или на турском „бондруку“, систему грађења у коме се најпре склапа дрвени костур за велику грађевину који је личио на својеврсни кавез, па су потом зидови у том костуру испуњавани лаким материјалом. Зграда Селамлука је повезане двориштем са Харемлуком. 
Темељи
Темељи грађевине су од правилно тесаних камених блокова, чији је и видљиви део одигнут осамдесетак центиметара. Темељача (која служи да прихвати оптерећење од саме бондручне конструкције и распореди га по темељној зони. ) је дрвена греда постављена преко темељног зида димензија 17 x 17 центиметара. Спој две темељаче на угловима и наставцима углавном је на преклоп. У темељачу су стубови фиксирани чеповима. На угловима објекта стубови су маскирани украсним дасакама. 
Зидови
Зидови грађевине на југу, истоку и северу су израђени у бондруку. Дебљина малтерисаних зидова на фасади не прелази 20 cm са изузетком западног зида, који је на нивоу приземља широк 50 cm и изграђен је од камена, док је на спрату је његова дебљина 36 cm. Стубови - диреци, су дрвене вертикалне греде, приближне су димензије од 14 x14 центиметара. Ови конструктивни елементи постављани су на растојању од деведесетак центиметара (1,5 аршина) и међусобно спојени хоризонталним дрвеним елементима - гредама, образујући правоугаона поља. На местима где су отвори за врата и прозоре стубови су постављани дупло, како због међусобне близине отвора, тако и због ојачавања конструкције врата и прозора. На трему су стубови украшени резбареним листићима поједностављеног геометријског облика. 
Зидну испуну бондрука код Селамлука вероватрно чини ћерпич - непечена опека. 
Кров
Кров је дрвен на више вода, сложене конструкције. Кровни покривач је ћерамида на дашчаној подлози, на баскијама. 
Стреха широка 1м има своју функцију, услед непостојања олука, у заштити фасада од атмосферилија. 
Кровни рогови су на стрехи одоздо опшивени даскама које су постављене управно на фасаду. Спојеви дасака опшивени су летвицама на сличан начин на који је то урађено и у ентеријеру, на плафонима. На угловима објекта стреха је зарубљена. 
Димњаци су озидани опеком, а димњачке капе су двоводне и као и кров прекривене ћерамидом. 
Степениште и ограда
Степениште као веза приземља и спрата, је у прва три газишта израђено од притесаних камених блокова док су остала 15 газишта од дрвених дасака дебљине 3 cm. Газишта се ослаљају на дрвеним образним носачима правоугаоног пресека. 
Ограда на степеништу је индустријска, без икаквих естетских или занатских вредности. 
Подови

Подови свих великих одаја (просторија на угловима објекта) и оџаклија су од дасака ширине 10 до 15 cm, као и хола на спрату. Улазни део одаја прекривен је опекама формата 25 x 12 cm, док је хол у приземљу од савременије опеке формата 30 x 30 cm.
- Екстеријер Селамлука
- Селамлук
- Селамлук
- Улаз у дориште између Харемлука
- Улазна капија у дориште између Харемлука

### Ентеријер
Плафон

Плафони у Селамлуку су декоративни елементи којима су власници грађевине посвећивали највише пажње. Најпростији су оџаклија или „шише тавани“, израђени од дасака чији су саставци покривени једном профилисаном лајсницом. Други тип је плафон код кога су преко подужних постављене и попречне летве, тако да је читава површина подељена на квадратна поља, као код плафона у централном холу на спрату код кога је у средини розета флоралног облика са 14 кракова.
Најсложенији тип плафона у Селамлуку је „ђул таван“ који се састоји из два дела: средишњег који је раван и виши и оквирног који је за двадесетак центиметара нижи. Средишњи део је код овог облика по правилу осмоугаоник, са розетом у средини и геометризованом, биоморфном испуном око розете. Четири угла која остају између спољне квадратне ивице и осмоугаоника, украшена су правоуглим троугловима различитих нивоа декорације, па и поред тога што су форме репетитивне, сваки елемент је уникатни ручни рад.
Врата
Врата долапа су поред основне функције и декоративни елемент, Вертикалним лајснама врата су подељена на правилна поља ширине петнаестак центиметара. 
Врата су једнокрилна, са изузетком улазних врата која су двокрилна и са надсветлом. Најтипичнија и најстарија врата у објекту су столарска врата са испунама оријенталног типа са геометријском орнаментиком. Сва врата са стране хола имају первазе који уоквирују плочу.
Прозори

Прозори Селамлука су дрвени. Инсолација одаја на југоисточном и југозападном углу објекта постигнута је са по три прозора, тракасто постављених у низ на западној страни и бочним прозорима са истока и запада.
Североисточна и северозападна одаја имају по четири прозора. Северна и западна „оџаклија“ имају по један, а источна два прозора. Велика осветљеност хола на спрату омогућена је са четири прозора дуж целог јужног зида. Прозори у приземљу су приближних димензија 95x150 cm, а на спрату 95x170 cm, двокрилни су, дупли, отварају се ка споља и унутра. Рађени су од дрвених оквира. Прозорска крила су веома једноставне израде, са унутрашње стране су опшивени вертикалним и хоризонталним непрофилисаним даскама са циљем да се маскира видљивост прозорских оквира и спречи продирање хладноће између прозорског оквира и вертикалних стубаца. На фасади прозори са горње стране имају један опшив од перваза у ширини греде и малу надстрешницу од профилисаних лајсни.
Пећи за загревање
Зидане пећи заузимају једно од поља целине “долапа” и веома су карактеристичног изгледа. Доњи, кубични део наставља се у нешто ужи и зарубљени, горњи део.
Како због великог броја прозора, тако и због релативно танких зидови Селамлук је загревале уграђене пећи и многобројне глеђосане посуде од глине. Поред своје велике декоративности пећи су биле веома топле, што ј у многоме оправдавало њихову намену.
- Ентеријер Селамлука